# 右京郵便局
右京郵便局（うきょうゆうびんきょく）は、京都府京都市右京区にある郵便局。民営化前の分類では集配普通郵便局であった。

## 概要
住所：〒615-8799 京都府京都市右京区西院清水町16

### 分室
過去に存在した分室は以下のとおり。
- 保険分室 - 1951年（昭和26年）に廃止。
- 中央市場内分室 (44004A) - 2012年（平成24年）に廃止。

## 沿革
- 1951年（昭和26年）5月1日 - 保険分室を廃止[1]。
- 1956年（昭和31年）10月5日 - 電話通話および和文電報受付事務の取扱を開始。
- 1993年（平成5年）7月1日 - 外国通貨の両替および旅行小切手の売買に関する業務取扱を開始。
- 2007年（平成19年）
  - 7月30日 - 京都中央郵便局中央市場内分室を当局の分室へ所属変更 (44089A→44004A) [2]。
  - 10月1日 - 民営化に伴い、併設された郵便事業右京支店に一部業務を移管。
- 2012年（平成24年）
  - 3月31日 - 中央市場内分室を廃止[3]。
  - 10月1日 - 日本郵便株式会社の発足に伴い、郵便事業右京支店を右京郵便局に統合。

## 取扱内容
- 郵便、印紙、ゆうパック、内容証明
- 貯金、為替、振替、振込、国際送金、外貨両替・トラベラーズチェック、国債、投資信託
- 生命保険、バイク自賠責保険、変額年金保険、がん保険、引受条件緩和型医療保険
- 地方公共団体事務（京都市地下鉄バス利用券の交付）
- ゆうちょ銀行ATM
- 「615-00xx」「615-08xx」「615-80xx」「615-81xx」「615-82xx」「615-83xx」区域（京都市右京区内の一部地域ならびに京都市西京区内の一部地域）の集配業務
- ゆうゆう窓口

## 周辺
- イオンモール京都五条
- 京都光華女子大学
- 国道9号
- 京都市立四条中学校

## アクセス
- 阪急京都線、京福嵐山線（嵐電） 西院駅から南西へ徒歩約12分[4]
- 京都市営バス 四条中学校前停留所もしくは葛野大路高辻停留所下車
- 名神高速道路 京都南ICから北西へ約6.5km、京都東ICから西へ約11km
- 京都縦貫自動車道 沓掛ICから北東へ約8km
- 阪神高速8号京都線 上鳥羽出入口から北へ約6km
- 高辻通沿い
- 駐車場あり：11台